# كوسوكي كينوشيتا
كوسوكي كينوشيتا (3 أكتوبر 1994 أوتا اليابان - ) هو لاعب كرة قدم ياباني، يلعب كمهاجم.

## روابط خارجية
- كوسوكي كينوشيتا على موقع اتحاد السويد (السويدية)
- كوسوكي كينوشيتا على موقع رابطة كرة القدم اليابانية للمحترفين (اليابانية)
- كوسوكي كينوشيتا على موقع قاعدة بيانات كرة القدم.إي يو (الإنجليزية)
- كوسوكي كينوشيتا على موقع Soccerway.com (الإنجليزية)
- كوسوكي كينوشيتا على موقع عالم كرة القدم.نت (الإنجليزية)